# Lijst van voetbalinterlands Dominicaanse Republiek - Saint Kitts en Nevis
Deze lijst van voetbalinterlands is een overzicht van alle officiële voetbalwedstrijden tussen de nationale teams van de Dominicaanse Republiek en Saint Kitts en Nevis. De landen speelden tot op heden drie keer tegen elkaar. De eerste ontmoeting, een kwalificatiewedstrijd voor de Caribbean Cup 1993, werd gespeeld in Basseterre op 6 april 1993. Het laatste duel, een vriendschappelijke wedstrijd, vond plaats op 25 maart 2018 in Santiago de los Caballeros.

## Wedstrijden
| № | Plaats                     | Datum         | Competitie                      | Wedstrijd                  | Uitslag |
| - | -------------------------- | ------------- | ------------------------------- | -------------------------- | ------- |
| 1 | Basseterre                 | 6 april 1993  | Caribbean Cup 1993 kwalificatie | St. Kitts-Nev. – Dom. Rep. | 2 − 2   |
| 2 | Saint John's               | 1 maart 2001  | Caribbean Cup 2001 kwalificatie | St. Kitts-Nev. − Dom. Rep. | 2 − 1   |
| 3 | Santiago de los Caballeros | 25 maart 2018 | Vriendschappelijk               | Dom. Rep. − St. Kitts-Nev. | 2 − 1   |

## Samenvatting
| Competitie                 | Totaal gespeeld | Winst Dom. Rep. | Gelijk | Winst St. Kitts-Nev. | Doelsaldo Dom. Rep. – St. Kitts-Nev. |
| -------------------------- | --------------- | --------------- | ------ | -------------------- | ------------------------------------ |
| Caribbean Cup-kwalificatie | 2               | 0               | 1      | 1                    | 3 − 4                                |
| Vriendschappelijk          | 1               | 1               | 0      | 0                    | 2 − 1                                |
| Totaal                     | 3               | 1               | 1      | 1                    | 5 − 5                                |

Wedstrijden bepaald door strafschoppen worden, in lijn met de FIFA, als een gelijkspel gerekend.
FEDOFUTBOL · A-internationals · Bondscoaches · Vrouwenvoetbalelftal van de Dominicaanse Republiek
1970 – 1979 ·
1980 – 1989 ·
1990 – 1999 ·
2000 – 2009 ·
2010 – 2019 ·
2020 − 2029
Amerikaanse Maagdeneilanden ·
Anguilla ·
Antigua en Barbuda ·
Aruba ·
Bahama's ·
Barbados ·
Belize ·
Bermuda ·
Britse Maagdeneilanden ·
Chili ·
Costa Rica ·
Cuba ·
Curaçao ·
Dominica ·
El Salvador ·
Guatemala ·
Guyana ·
Haïti ·
Indonesië ·
Kaaimaneilanden ·
Montserrat ·
Nederlandse Antillen ·
Nicaragua ·
Panama ·
Peru ·
Puerto Rico ·
Saint Kitts en Nevis ·
Saint Lucia ·
Saint Vincent en de Grenadines ·
Servië ·
Suriname ·
Trinidad en Tobago ·
Turks- en Caicoseilanden ·
Venezuela ·
Verenigde Arabische Emiraten
SKNFA · A-internationals · Vrouwenelftal van Saint Kitts en Nevis
1979 – 1989 · 
1990 – 1999 · 
2000 – 2009 · 
2010 – 2019 ·
2020 − 2029
Amerikaanse Maagdeneilanden ·
Andorra ·
Anguilla ·
Antigua en Barbuda ·
Armenië ·
Aruba ·
Bahama's ·
Barbados ·
Belize ·
Bermuda ·
Britse Maagdeneilanden ·
Canada ·
Costa Rica ·
Cuba ·
Curaçao ·
Dominica ·
Dominicaanse Republiek ·
El Salvador ·
Estland ·
Georgië ·
Grenada ·
Guyana ·
Haïti ·
India ·
Jamaica ·
Kaaimaneilanden ·
Mauritius ·
Mexico ·
Montserrat ·
Nicaragua ·
Noord-Ierland ·
Puerto Rico ·
Saint Lucia ·
Saint Vincent en de Grenadines ·
San Marino ·
Suriname ·
Taiwan ·
Trinidad en Tobago ·
Turks- en Caicoseilanden ·
Verenigde Staten